# Jérôme Clementz
Pour les articles homonymes, voir Clementz.
Jérôme Clementz, né le 31 mai 1984 à Mulhouse, est un coureur cycliste français spécialisé dans la discipline enduro. Il est en 2013 le vainqueur du premier championnat des Enduro World Series. Il est le compagnon de Pauline Dieffenthaler.

## Biographie
Jérôme Clementz démarre la compétition sportive à 11 ans par le ski nordique. Il découvre le vélo tout terrain comme préparation physique au Biathlon durant l'été. Au Molsheim Fun Bike, club ou il est toujours licencié, il pratique alors toutes les disciplines officielles du VTT (cross-country, descente et trial) en participant au Trophée Nationale du jeune vététiste (TNJV) en 1996 .
Durant 6 années, il alterne le biathlon et le cyclisme. Il remporte en VTT en 2000 le Cadet Trophy et la Coupe de France Cadets de cross aux Menuires. Il se spécialise dans la descente VTT lorsqu'il passe en junior. En 2001, il termine 6e des Championnats d'Europe de Descente Juniors. En 2002, il fait partie de l'équipe de France de VTT et participe au championnat du monde de descente VTT juniors à Kaprun, il se qualifie troisième et termine à la 10e place.
Il participe en 2003 à sa première Mégavalanche de l'Alpe d'Huez, une descente marathon de 25 km de distance. Cette épreuve constitue un tournant et il se prend d'intérêt pour la discipline émergente appelée Enduro. Il gagne cette compétition en 2005 à l'âge de 21 ans, année au cours de laquelle il termine 2e du classement général de la Coupe d'Europe marathon et 2e de la Mountain Of Hell.
En 2006, il rejoint le team MBK-Sun Valley aux côtés de Peter Pouly et se spécialise dans l'Enduro . Il est alors impliqué dans le développement des produits. 
L'année suivante est partagée entre ses études dans la filière sport STAPS (Entrainement et préparation physique) et le VTT.
Grâce à ces bons résultats, Jérôme Clémentz a l'opportunité en 2008 de devenir pilote professionnel via un partenariat avec le fabricant de vélos Cannondale .
En 2009, il crée l'Elsass Enduro Tour qui comprend 4 courses d'enduro. La compétition est rebaptisée le Bluegrass enduro tour en 2012 et gérée par sa société Loizo Rider Productions. De 2007 à 2012, Jérôme gagne plusieurs compétitions majeures de l'Enduro comme les Enduros séries en France, la Mégavalanche de l’Alpe d’Huez, la Mountain of Hell des 2 Alpes, la Red bull Trailfox en Suisse, la Transprovence, ou encore la Red bull exodus et les Crankworx au Canada.

En 2013, il participe à la première édition du championnat des Enduro World Series, un championnat de dimension internationale qui regroupe plusieurs circuits déjà établis en France, Italie et Canada. Il remporte 4 des 7 manches et devient dès la 6e manche le 1er vainqueur des Enduro World Series.  Il crée en 2013 une série de vidéos publiée tous les mois appelée 12 Months 12 Stories et filmée par Jérémie Reuiller. 
En 2014, il se lance dans un nouveau projet de vidéos : une série appelée Follow JC diffusée sur sa chaîne YouTube, pour suivre son team à travers les courses. Et une série appelée Escape pour partager ses trips à l'étranger. 
Le 18 mai 2014, alors qu'il est leader provisoire des Enduro World Series après sa victoire sur la première manche en Argentine, il chute lourdement lors la première spéciale de la Coupe de France de Blausac et se déchire les ligaments acromio-claviculaire . Il décide d'interrompre la compétition jusqu'en septembre pour s'assurer une bonne convalescence de son épaule.

## Palmarès en Enduro VTT
- 1er champion du monde d'enduro en 2013
- Vainqueur de l'Enduro des nations en équipe en 2008, 2009, 2010 et 2011
- Vainqueur de l'Enduro des nations en individuel en 2009 et 2011
- Vainqueur des Enduros Series en 2008, 2010, 2011, 2012 et 2013
- Vainqueur de la Mountain of Hell en 2007, 2011, 2012 et 2016
- Vainqueur de la Mégavalanche de l'Alpe d'Huez en 2005, 2010 et 2013
- Vainqueur de l'Adrénaline challenge en 2011
- Vainqueur du Super Enduro Sauze d'Oulx 2011 et 2012
- Vainqueur de la Crankworx Enduro de Whistler en 2012
- Vainqueur de la Trans Provence en 2011
- Vainqueur de la Red Bull Exodus à Whistler en 2009
- Vainqueur de la Red Bull Trailfox en 2008
- Vainqueur de l'Enduro World Series des 2 Alpes, de Winter Park, de Val d'Isère et de Finale Ligure en 2013
- Vainqueur de l'Andes Pacifico en 2014
- Vainqueur de l'Enduro World Series à Nevados de Chillan, Chili en 2014